# Danilo Ostojić
Danilo Ostojić (cyr. Данило Остојић; ur. 11 maja 1996 w Belgradzie) – serbski koszykarz występujący na pozycji niskiego skrzydłowego, obecnie zawodnik HydroTrucka Radom.
5 sierpnia 2020 zawarł kontrakt z HydroTruckiem Radom.

## Osiągnięcia
Stan na 24 listopada 2021, na podstawie, o ile nie zaznaczono inaczej.
Drużynowe
- Mistrz turnieju Euroleague Basketball Next Generation Tournament (2014)
- 4. miejsce podczas mistrzostw Serbii (2017)

Indywidualne
- Zaliczony do I składu kolejki EBL (12 – 2021/2022)[5]

Reprezentacja
- Wicemistrz Europy U–18 (2014)
- Brązowy medalista turnieju Alberta Schweitzera (2014)
- Uczestnik mistrzostw:
  - świata U–19 (2015 – 9. miejsce)
  - Europy U–20 (2016 – 11. miejsce)